# Lorenzo de Canterbury
Lorenzo de Canterbury (fallecido el 2 de febrero de 619) fue el segundo arzobispo de Canterbury y miembro de la misión gregoriana enviada de Italia a Inglaterra para convertir a los anglosajones al cristianismo. La fecha en que llegó a Inglaterra resulta controvertida. Agustín de Canterbury lo consagró obispo para que fuera su sucesor y así garantizar la continuidad en el oficio.
Lorenzo intentó infructuosamente resolver las diferencias existentes con los obispos nativos y mantuvo correspondencia con ellos para tratar los diferentes puntos en disputa. Asimismo, encaró una crisis advenida tras la muerte del rey Ethelberto de Kent, cuando el sucesor de este último abandonó el cristianismo; tiempo después, logró reconvertirlo. Fue venerado como un santo tras su muerte, acontecida en 619.

## Biografía
En 597, Lorenzo llegó a Thanet acompañado de Agustín de Canterbury como parte de un esfuerzo misionero enviado por Roma a Kent en el año 595, aunque otras fuentes sostienen que llegó recién en 601; ambos grupos de estudios coinciden en que no formaba parte del primer grupo de misioneros. En cualquier caso, lo único que se conoce sobre su pasado es que había sido monje en el monasterio de San Andrés de Roma, antes de sus viajes a Inglaterra.
Según el cronista medieval Beda, Agustín envió a Lorenzo de vuelta con el papa Gregorio Magno para informarle sobre la conversión del rey Ethelberto y consultarle sobre aspectos de la evangelización e institucionalización de la iglesia. Acompañado por el también misionero Pedro de Canterbury, se sabe que partió en algún momento posterior a julio de 598 y regresó en junio de 601. A su arribo, trajo consigo las respuestas de Gregorio a las preguntas hechas por Agustín, un documento que Beda transcribió y que comúnmente es conocido como Libellus responsionum («Libro de respuestas»). Actualmente se cree que el texto de estas respuestas fue redactado por el mismo Lorenzo a partir de su encuentro con el papa Gregorio.
San Lorenzo de Canterbury es probablemente el Lorenzo referido en la carta que el papa Gregorio envió a Berta, reina de Kent. Gregorio Magno agradece a Bertha por su participación en la conversión de su esposo e indica que esto lo supo por boca de Lorenzo, el sacerdote. En el verano de 601, Lorenzo regresó a Inglaterra con Melito, quien sería el tercer arzobispo de Canterbury.

## Arzobispo de Canterbury

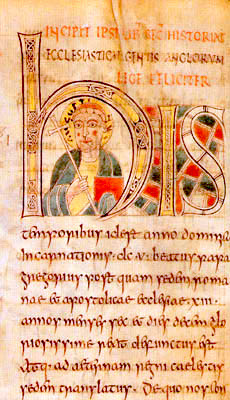
Manuscrito de una copia de Historia ecclesiastica gentis anglorum de Beda el Venerable. Esta obra es la principal fuente sobre la vida de Lorenzo de Canterbury.

En el año 604 sucedió a San Agustín como Arzobispo de Canterbury, cargo que ejerció hasta su muerte en el 619. Agustín consagró a Lorenzo antes de fallecer, contra la tradición vigente en la Iglesia, pues así aseguraba la sucesión: le preocupaba que la sede quedara vacante y la misión sufriera por ello. No obstante, Lorenzo nunca recibió el palio de Roma, es decir, nunca recibió su ratificación, por lo que puede ser considerado un obispo no canónico para Roma.

### Labor pastoral
En 610, recibió correspondencia del papa Bonifacio IV dirigida a él como arzobispo y sucesor de Agustín. Estas cartas llegaron porque Lorenzo había enviado a Melito a Roma previamente en 610, para recibir consejo del Papado sobre cuestiones internas a la Iglesia de Inglaterra. Mientras estuvo en Roma, Melito asistió a un sínodo y trajo consigo los decretos allí aprobados para entregárselos a Lorenzo.
Fue Lorenzo quien, en 613, consagró la abadía de San Agustín que Agustín había construido en Canterbury, y que dedicó a San Pedro y San Pablo. Este templo fue luego dedicado a San Agustín de Canterbury.
Lorenzo también escribió a los obispos de las tierras dominadas por escotos y britanos para urgirlos a mantener la Pascua el día en que la Iglesia Católica la celebraba, en lugar de su fecha tradicional, como parte de la «controversia de Pascua». Beda ha conservado la carta en su Historia. En 609, Lorenzo sostuvo -en una carta a los obispos y abades de Escocia- que Dagan, un obispo celta de sede desconocida, rechazó comer con los obispos sajones debido a las diferencias entre las dos iglesias. En otro momento, Lorenzo escribió que «unos pocos celtas que viven donde el mundo termina no pueden sostener que saben más que todas las iglesias de la cristiandad».

### Problemas con los reyes
Durante el gobierno de Lorenzo, Ethelberto falleció en 616 y su hijo Eadbaldo regresó a las antiguas creencias y muchos misioneros promisorios huyeron a Galia, pero Lorenzo se las ingenió para reconvertirlo. Se cuenta que Lorenzo estaba dándose por vencido, cuando fue visitado por San Pedro en una visión, y que Pedro lo habría azotado. Las marcas de los golpes se mantuvieron y tras mostrárselas al rey Eadbaldo, este se convirtió. Beda, sin embargo, añade que la muerte en batalla de algunos líderes de partidos paganos también habría influido en Lorenzo para quedarse. De acuerdo con Benedicta Ward, una historiadora del cristianismo, Beda utilizó la historia del azotamiento como un ejemplo de cómo el sufrimiento era un recordatorio del propio sufrimiento de Cristo para los seres humanos, y cómo ese ejemplo podría llevar a la conversión. Por su parte, Wright afirma que introducir a San Pedro en la historia aseguraba la continuidad de la misión. Por otra parte, David Farmer, en el Oxford Dictionary of Saints, sostiene que la historia del azotamiento puede ser una mezcla de la historia de Quo Vadis con alguna información dada en una carta de Jerónimo de Estridón.
Todo intento para extender la Iglesia más allá de los alrededores de Kent encontró dificultades debido a la actitud del rey Raedwald, quien gobernaba el sur tras la muerte de Ethelberto. Raedwald se convirtió antes de la muerte de Ethelberto, quizás, por recomendación del mismo, pero sus súbditos no se convirtieron y él mismo solo permitió un altar cristiano en su templo pagano. Resultó imposible para Melito regresar a Londres como obispo, aunque Justo se reincorporaba a sus deberes en Rochester.
Los historiadores modernos han encontrado connotaciones políticas en la reacción pagana. El historiador D. P. Kirby cree que las acciones de Eadbaldo son un repudio de las políticas pro-Francas de su padre. Alcuino, un escritor medieval tardío, escribió que Lorenzo fue «censurado por la autoridad apostólica». Tal censura podría ser una carta del papa Adeodato I, ordenándole a Lorenzo permanecer en Kent. Kirby, por su parte, cree que habría sido Justo quien logró la conversión de Eadbaldo y que esto habría sucedido cuando Justo era arzobispo (alrededor de 624). No todos los historiadores están de acuerdo con este argumento. Por ejemplo, Nicholas Brooks afirma que el rey se convirtió durante el arzobispado de Lorenzo, un año después de suceder a su padre. La historiadora Barbara Yorke afirma que había dos co-gobernantes de Kent después de la muerte de Ethelberto, Eadbaldo y Ethelwaldo. Eadbaldo habría sido convertido por Lorenzo y Ethelwaldo por Justo después de su regreso a Rochester. Otro factor que habría influido en la reacción pagana fue el rechazo de Lorenzo al matrimonio de Eadbaldo con la viuda de su padre, algo que los cristianos consideraban ilegal.

## Muerte y legado
Tras su muerte, Lorenzo fue enterrado en la abadía de San Pedro y San Pablo, más tarde renombrada como la de San Agustín. Su epitafio, colocado años después de su muerte, dice:

Hic sacra, Laurenti, sunt signa tui monumenti.
Tu quoque iucundus pater antistesque secundus
pro populo Christi scapulas dorsumque dedisti
Artubus (hui!) laceris multa vibice mederis.
Los sagrados signos de tu sepultura;
Lorenzo, padre amable, obispo afortunado
que remedias los miembros que el flagelo ha dañado
pues la espalda ofreciste por la cristiana criatura.

En 1091, sus restos fueron llevados a la nueva iglesia de San Agustín dentro de la misma abadía. Su santuario está en la parte axial de la capilla de la abadía de la iglesia, a un costado del santuario de Agustín, su predecesor. Lorenzo llegó a ser venerado como un santo, y se le dio como día festivo el 2 de febrero. Su culto está atestiguado ya en fuentes tempranas como el Misal de Stowe del siglo VIII o IX.
El tiempo de Lorenzo como arzobispo es generalmente recordado por su fracaso en asegurar un acuerdo con la iglesia celta y por la reconversión de Eadbaldo tras la muerte de Ethelberto.
| Predecesor: Agustín de Canterbury | Arzobispo de Canterbury c.605 – 619 | Sucesor: Melito de Canterbury |